# Відстань до Місяця
Відстань до Місяця (LD або {\textstyle \Delta _{\oplus L}}), яку називають також відстань між Землею та Місяцем — це одиниця виміру в астрономії. Є середньою відстанню від центру Землі до центру Місяця. Кажучи математично, це середня велика піввісь геоцентричної орбіти Місяця. Відстанню до Місяця можуть також називати усереднену за часом відстань між центрами Землі та Місяця або, ще точніше, миттєву відстань Земля — Місяць.
Відстань до Місяця дорівнює приблизно 400 000 км, або 250 000 миль.
Середня довжина великої півосі дорівнює 384 402 км. Середня за часом відстань між центрами Землі та Місяця становить 385 000,6 км. Фактична відстань коливається залежно від положення Місяця на орбіті від 356 500 км у перигеї до 406 700 в апогеї. Різниця між цими величинами становить 50 200 км.
Відстань до Місяця зазвичай використовують для вимірювання відстаней до навколоземних об'єктів. Крім того, вона є важливим астрономічним показником; її вимірювання з точністю кілька частин на трильйон має значення для тестування теорій гравітації, як-от загальна теорія відносності, та для уточнення інших астрономічних величин, як-от маса Землі, радіус Землі та обертання Землі. Вимірювання також корисне для характеристики діаметра Місяця, маси Сонця та відстані до Сонця.
Вимірювання відстані до Місяця з точністю до міліметрів здійснюються шляхом вимірювання часу, необхідного світлу для проходження між лідарними станціями на Землі та ретрорефлекторами, розміщеними на Місяці.
За допомогою лазерної локації Місяця виявлено, що Місяць віддаляється від Землі по спіралі із середньою швидкістю 3,8 см на рік.

## Величини
| Одиниця               | Середнє значення | Невизначеність   | Реф           |
| --------------------- | ---------------- | ---------------- | ------------- |
| Метр                  | 3,84402×108      | 1,1 мм           | [ 1 ]         |
| Кілометр              | 384 402          | 1,1 мм           | [ 1 ]         |
| Миля                  | 238 856          | 0,043 дюйма      | [ 1 ]         |
| Радіус Землі          | 60,32            |                  | [ 11 ]        |
| Астрономічна величина | 1/388,6 = 000257 |                  | [ 12 ] [ 13 ] |
| Світлова секунда      | 1,282            | 37,5 пікосекунди | [ 1 ]         |

Відстань між Землею та Місяцем — розміри та відстань у масштабі.

- Одна астрономічна величина дорівнює 389 відстаням до Місяця[14].
- Один світловий рік дорівнює 24611700 відстаням до Місяця[14][15].
- Радіус геостаціонарної орбіти становить 42,164 км від центру Землі або 35,786 км від поверхні Землі. Перша величина дорівнює 1/9,117 = 0,10968 відстані до Місяця.

## Коливання
Миттєва відстань до Місяця постійно змінюється. Оскільки орбіта не є круговою, реальна відстань між Місяцем і Землею може змінюватися на 75 м/с, тобто понад 1000 км лише за 6 годин. Існують також інші ефекти, які впливають на відстань до Місяця. Деякі фактори описані в цьому розділі.

### Пертурбації й ексцентриситет

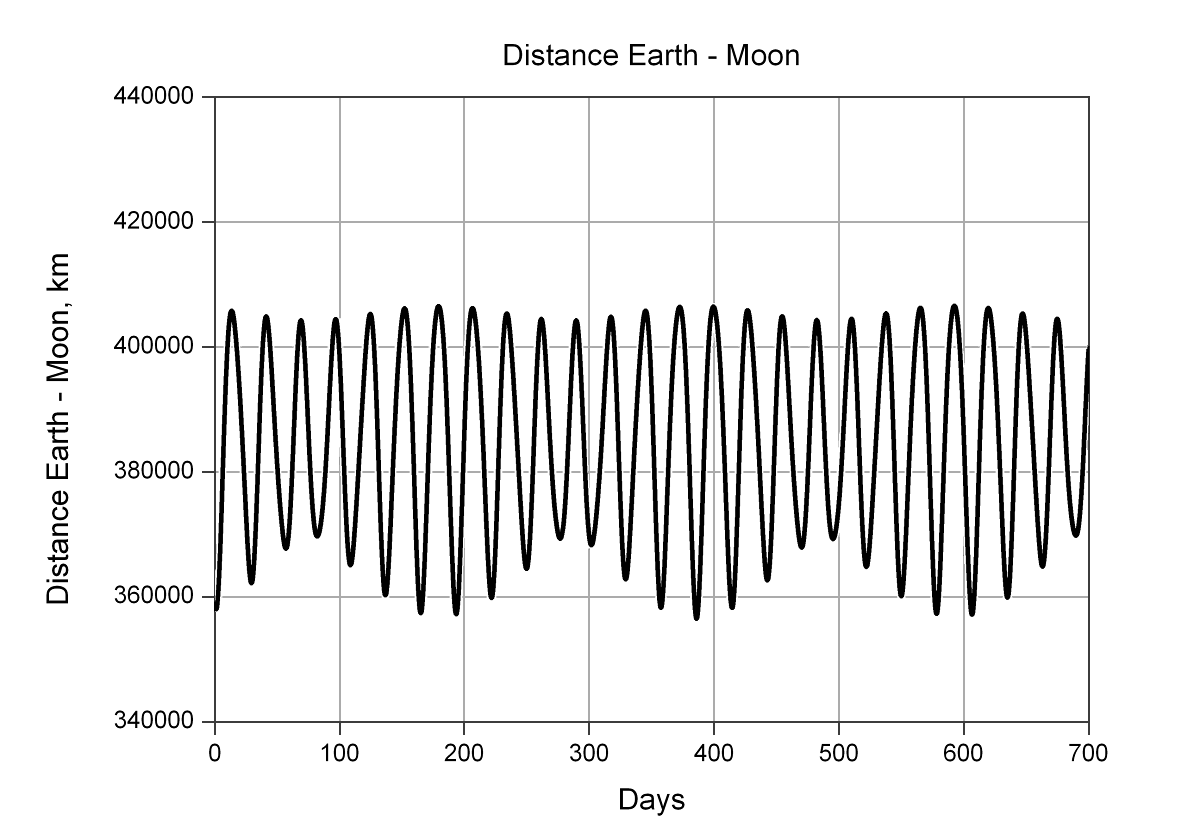
Коливання відстані між центрами Місяця та Землі за 700 днів.

Відстань до Місяця можна виміряти з точністю до 2 мм протягом 1-годинного періоду вимірювань, що зумовлює загальну невизначеність 2—3 см для середньої відстані. Однак внаслідок еліптичності орбіти зі змінним ексцентриситетом миттєва відстань змінюється з місячною періодичністю.
Крім того, відстань збурюється гравітаційним впливом різних астрономічних тіл, найбільше — Сонця, дещо менше — Юпітера. Іншими силами, хвилинні збурення зумовлюються гравітаційним тяжінням до інших планет Сонячної системи та астероїдів; припливам та релятивістськими ефектами. На відстань до Місяця впливає також тиск випромінювання від Сонця, змінюючи її на величину ±3,6 мм.
Хоча миттєва невизначеність становить менше міліметра, протягом типового місяця вимірювана відстань до Місяця може змінюватися більше ніж на 21 000 км від середнього значення. Ці збурення добре відомі, і відстань до Місяця можна точно розрахувати на тисячі років вперед.

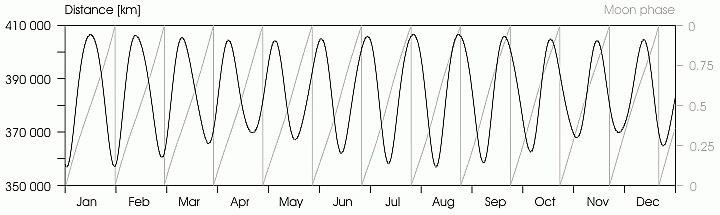
Відстань до Місяця, зіставлена з фазами Землі та Місяця у 2014 році.
Фази місяця: 0 (1) — новий Місяць (молодик), 0,25 — перша чверть, 0,5 — повний Місяць, 0,75 — остання чверть.

### Припливне розсіювання
Унаслідок дії припливних сил кутовий імпульс обертання Землі повільно переноситься на орбіту Місяця. Через це швидкість обертання Землі повільно зменшується (зі швидкістю 2,3 мілісекунди на століття), а орбіта Місяця поступово розширюється. Поточна швидкість цього розширення — 3,805 ± 0,004 мм на рік. Однак існує думка, що цей показник останнім часом збільшився, оскільки значення 3,8 означало б, що Місяцю лише 1,5 млрд років, тоді як майже всі науковці погоджуються з тим, що його вік — прибл. 4 млрд років. Вважається також, що цей аномально високий темп віддалення може прискорюватися.
Прогнозується, що відстань до Місяця продовжуватиме збільшуватися, доки (теоретично) Земля і Місяць не увійдуть у припливне захоплення — тобто доки вони не почнуть обертатися синхронно, як і Плутон і Харон, будучи постійно повернуті одне до одного одним боком. Це трапиться, коли тривалість місячного орбітального періоду зрівняється з періодом обертання Землі, який, за оцінками, становитиме 47 наших сучасних днів. Тоді обидва тіла увійдуть у стан рівноваги, і подальше передавання обертальної енергії не відбуватиметься. Однак моделі передбачають, що для досягнення такої конфігурації знадобиться 50 млрд років, що значно перевищує очікуваний термін існування Сонячної системи.

### Історія змін орбіти Місяця
Лазерні вимірювання свідчать, що середня відстань до Місяця збільшується. Це означає, що в минулому Місяць був ближче до Землі, а тривалість дня на Землі була меншою. Дослідження скам'янілостей молюсків з епохи Кампанського ярусу (80 мільйонів років тому) показують, що в ті часи у земному році було 372 дні, тобто тривалість дня становила 23 години 33 хв. Це означає, що відстань до Місяця становила близько 60,05 радіуса Землі — 383 000 км. Є геологічні підтвердження того, що протягом докембрійської ери (2500 млн рр. тому) середня відстань до Місяця становила близько 52 земних радіуси (332 000 км).
Загальноприйнята Модель ударного формування Місяця стверджує, що Місяць виник внаслідок катастрофічного зіткнення між Землею й іншою планетою, після якого уламки, які утворилися внаслідок потужного удару, зібралися під дією власної гравітації на початковій відстані 3,8 земного радіуса від Землі. Ця теорія передбачає, що зіткнення сталося 4,5 млрд років тому.

## Історія вимірювань
До кінця 1950-х всі розрахунки відстані до Місяця базувалися на оптичних кутових вимірюваннях.
Найдавніше точне вимірювання здійснив Гіппарх у II столітті до н. е. Космічна епоха значно покращила точність наших знань про цю величину. Упродовж 1950-х та 1960-х років проводилися експерименти з використанням радіолокаційних, лазерних, космічних кораблів та комп'ютерного моделювання.
Цей розділ має на меті надати ілюстрацію деяких історично значущих або цікавих чимось іншим методів визначення відстані до Місяця, і не претендує на те, щоб бути вичерпним і всеохоплюючим.

### Паралакс
Найдавніший метод визначення відстані до Місяця передбачав вимірювання кута між Місяцем та обраною опорною точкою з кількох місць одночасно. Синхронізувати час вимірювань можна було, здійснюючи їх у заздалегідь визначений час або під час події, яка спостерігається всіма одночасно. До винаходження точних механічних хронометрів роль події синхронізації зазвичай виконувало місячне затемнення або момент, коли Місяць перетинав певний меридіан (якщо спостерігачі розташовувалися на тій самій довготі). Цю методику вимірювання називають місячний паралакс.
Для підвищення точності необхідно здійснити певні налаштування, як-от регулювання вимірюваного кута для врахування заломлення й спотворення світла, що проходить через атмосферу.

#### Місячне затемнення
Під час ранніх спроб вимірювання відстані до Місяця використовували спостереження за місячними затемненнями, а також знання про величину радіуса Землі та усвідомлення того, що Сонце набагато далі від Землі, ніж Місяць. Спостерігаючи геометрію місячного затемнення, відстань до Місяця можна обчислити за допомогою простих тригонометричних формул.
Найдавнішими свідоцтвами про спроби вимірювання відстані до Місяця за допомогою цієї методики є розрахунки грецького астронома й математика Аристархом Самоського, здійснені у IV ст. до н. е., а пізніше — розрахунки Гіппарха, який визначив, що відстань до Місяця становить 59—67 земних радіусів. Пізніше цей метод зустрічається в роботі Птолемея, який отримав результат 64 1/6 у найдальшій точці.

#### Проходження через меридіан
Учасники експедиції французького астронома Ендрю Клода де ля Шеруа Кроммеліна спостерігали проходження Місяця через той самий меридіан тієї ж ночі з двох різних місць. Завдяки ретельним вимірюванням 1905—1910 рр. вдалося виміряти кут висоти в той момент, коли конкретний місячний кратер (Mösting A) перетнув місцевий меридіан, зі станції у Гринвічі та на мисі Доброї Надії, які розташовані майже тій самій довготі. Відстань розраховували з похибкою в 30 км. Ця величина залишалася загальноприйнятим значенням відстані до Місяця впродовж наступних 50 років.

#### Затемнення
Фіксуючи момент, коли Місяць покриває фонову зорю (або, аналогічним чином, вимірюючи кут між Місяцем та фоновою зорею в заздалегідь визначений момент), можна визначити відстань до Місяця, якщо вимірювання проводяться з кількох відомих місць, розділених певною відстанню.
У 1952 р. астрономи О'Кіф та Андерсон обчислили відстань до Місяця, спостерігаючи чотири покриття з дев'яти різних локацій. За їхніми розрахунками, середню відстань становить 384 407,6 ± 4,7 км. В 1962 році це значення уточнила Ірен Фішер, яка врахувала оновлені геодезичні дані. Вона отримала значення 384 403,7 ± 2 км.

### Вимірювання за допомогою радарів
У 1957 р. у Військово-морській лабораторії США здійснили експеримент із фіксації відлуння від радіолокаційних сигналів з метою визначити відстань Земля — Місяць. Радіолокаційні імпульси тривалістю 2 мкс транслювалися з 50-футової (15-метрової) радіотарілки. Після того, як радіохвилі відлунилися від поверхні Місяця, було зафіксовано зворотний сигнал і виміряно час затримки. Це давало змогу обчислити подолану відстань. Утім, на практиці співвідношення сигнал/шум виявилося настільки низьким, що здійснити точне вимірювання не вдалося.
Експеримент повторили у 1958 році в Королівській радіолокаційній установі в Англії. Радіолокаційні імпульси тривалістю 5 мкс передавалися з піковою потужністю 2 МВт зі швидкістю 260 імпульсів на секунду. Було виявлено зворотний сигнал і виміряно час затримки. Кілька сигналів складали разом, щоб отримати надійний сигнал, накладаючи сліди осцилографа на фотоплівку. Вимірювання дали змогу обчислити відстань із невизначеністю 1,25 км.
Ці початкові експерименти мали на меті радше підтвердити концепцію і тривали лише один день. Подальші експерименти тривалістю один місяць дали середнє значення 384 402 ± 1,2 км. Це було найточніше вимірювання відстані до Місяця на той час.

### Лазерні вимірювання відстані

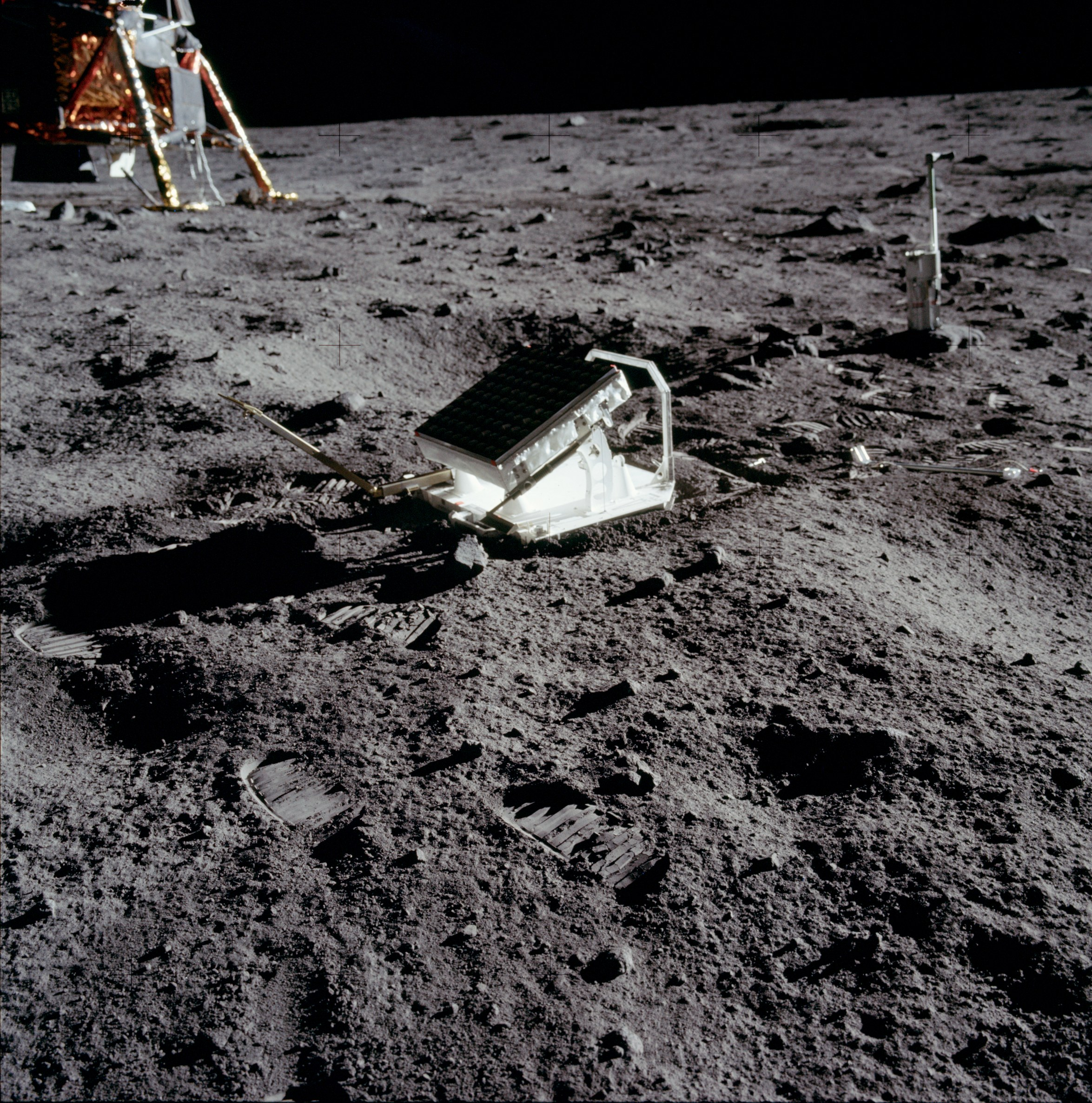
Експеримент із вимірювання відстані до Місяця за допомогою лазера під час місії «Аполлон-11»

Експеримент, під час якого вимірювалася тривалість польоту лазерних імпульсів, відбитих безпосередньо від поверхні Місяця, здійснили в 1962 році команда Массачусетського технологічного інституту та радянською командою Кримської астрофізичної обсерваторії.
Під час місій «Аполлон» в 1969 році космонавти розміщували на поверхні Місяця ретрорефлектори з метою збільшення точності цієї методики. Вимірювання тривають і сьогодні і включають багато лазерних установок. Миттєва точність експериментів із лазерною локацією Місяця здатна забезпечувати точність менше міліметра і є найнадійнішим сучасним методом визначення відстані до Місяця.

### Астрономи-любителі та громадські вчені
Завдяки сучасній доступності точних пристроїв синхронізації, цифрових фотоапаратів високої роздільної здатності, GPS- приймачів, потужних комп'ютерів та майже миттєвого зв'язку астрономи-любителі набули можливості здійснювати високоточні вимірювання відстані до Місяця власноруч.
23 травня 2007 р. було отримано цифрові фотографії Місяця під час покриття Регулу з двох віддалених локацій, у Греції та Англії. Після вимірювання паралаксу між Місяцем та вибраною фоновою зіркою було розраховано відстань до Місяця.
Під час місячного затемнення 15 квітня 2014 року було проведено більш масштабний проект під назвою «Aristarchus Campaign». Учасникам було запропоновано записати серію з п'яти цифрових фотографій від сходу місяця до кульмінації (точка з найбільшою висотою).
Метод використовує той факт, що Місяць фізично ближче до спостерігача, коли він перебуває у найвищій точці неба, порівняно з тим, коли він перебуває поблизу горизонту. Хоча здається, що Місяць найбільший, коли він знаходиться поблизу горизонту, насправді вірне зворотне. Це явище називають ілюзія Місяця. Його причина полягає в тому, що відстань від центру Місяця до центру Землі майже незмінна протягом всієї ночі, але спостерігач на поверхні Землі насправді перебуває на відстані в один радіус Землі від центру Землі. Цей зсув «наближає» його до Місяця, коли той висить над головою.
Сучасні камери вже досягли такого рівня роздільної здатності, що здатні захопити Місяць із достатньою точністю, щоб виокремити і, що важливіше, виміряти цю крихітну зміну у видимих розмірах. Розрахунки, здійснені в рамках цього експерименту, дали для відстані до Місяця значення 60,51 +3,91 –4,19 земного радіуса. Прийняте значення за ту ніч становило 60,61, що означало 3%-ву точність. Перевага цього методу полягає в тому, що єдиним вимірювальним обладнанням є сучасна цифрова камера (оснащена точним годинником та GPS-приймачем).
Існують також інші експериментальні методи вимірювання відстані до Місяця, доступні астрономам-любителям:
- Зйомка Місяця перед тим, як він потрапить у півтінь, і після того, як він повністю затьмариться (під час місячного затемнення).
- Якнайточніше вимірювання моментів контактів під час затемнення.
- Зйомка якісних зображень часткового затемнення, коли на Місяці добре видно форму й розміри земної тіні.
- Така зйомка Місяця, щоб у поле зору потрапили Спіка та Марс, — з різних місць.